# Friedrichswerderscher Friedhof

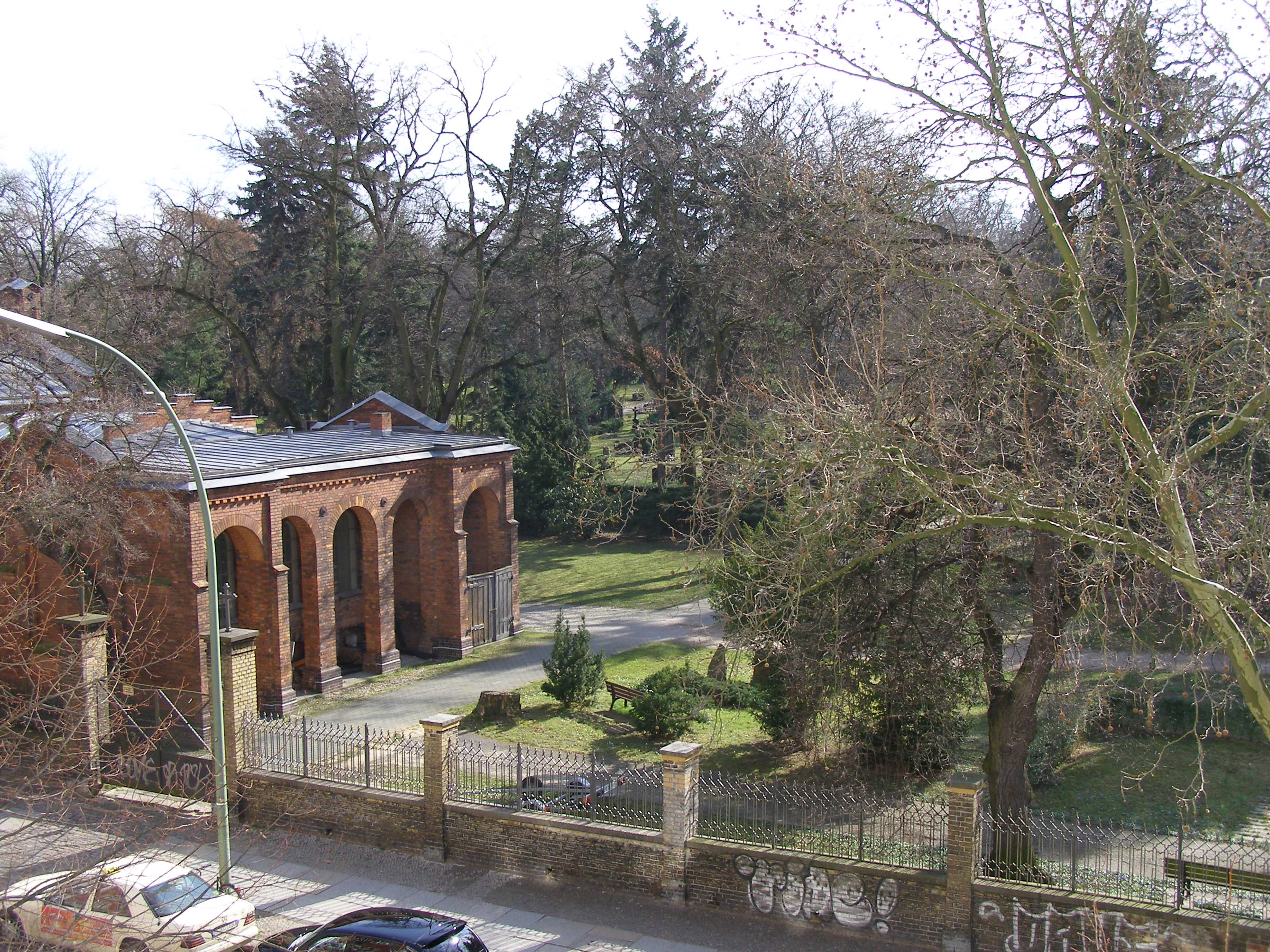
Ansicht aus der Bergmannstraße

Der Friedhof der Friedrichswerderschen Gemeinde befindet sich an der Bergmannstraße in Berlin-Kreuzberg. Er wurde am 17. Januar 1844 eingeweiht und umfasst eine Fläche von 30.800 Quadratmetern. Die Kapelle wurde erst 1875/76 erbaut.
Seine Begrenzung nach Osten bildet der Friedhof IV der Gemeinde Jerusalems- und Neue Kirche, nach Westen der Friedhof II der Dreifaltigkeitsgemeinde. Zusammen mit diesen und dem Luisenstädtischen Friedhof gehört er zum Komplex der Friedhöfe an der Bergmannstraße, die vor einigen Jahrzehnten durch Durchbrüche miteinander verbunden wurden.
Der Friedrichswerdersche Friedhof ist der zweite, aber der erste eigenständige Friedhof der Gemeinde, nachdem man sich zuvor den Friedhof der Dorotheenstädtischen und Friedrichswerderschen Gemeinden geteilt hatte. Deshalb wird er gelegentlich auch als Friedrichswerderscher Friedhof II bezeichnet. Die Friedhofsverwaltung hat diese alte Streitfrage mit einem Eingangsschild Friedrichswerderscher Friedhof entschieden.
Die dazugehörige Kirche ist die Friedrichswerdersche Kirche in Berlin-Mitte, ein Bauwerk von Karl Friedrich Schinkel, das nach schweren Kriegszerstörungen zunächst von der DDR, 1997 dann mit besserem Material erneut restauriert wurde. Sie wird seit 1987 von der Berliner Akademie der Künste genutzt.
Insgesamt liegen auf diesem Friedhof, in einer Geschlossenen Kriegsgräberstätte, 174 Opfer von Krieg und Gewaltherrschaft in Einzelgräbern und 25 in einem Sammelgrab.

## Grabstätten bekannter Persönlichkeiten

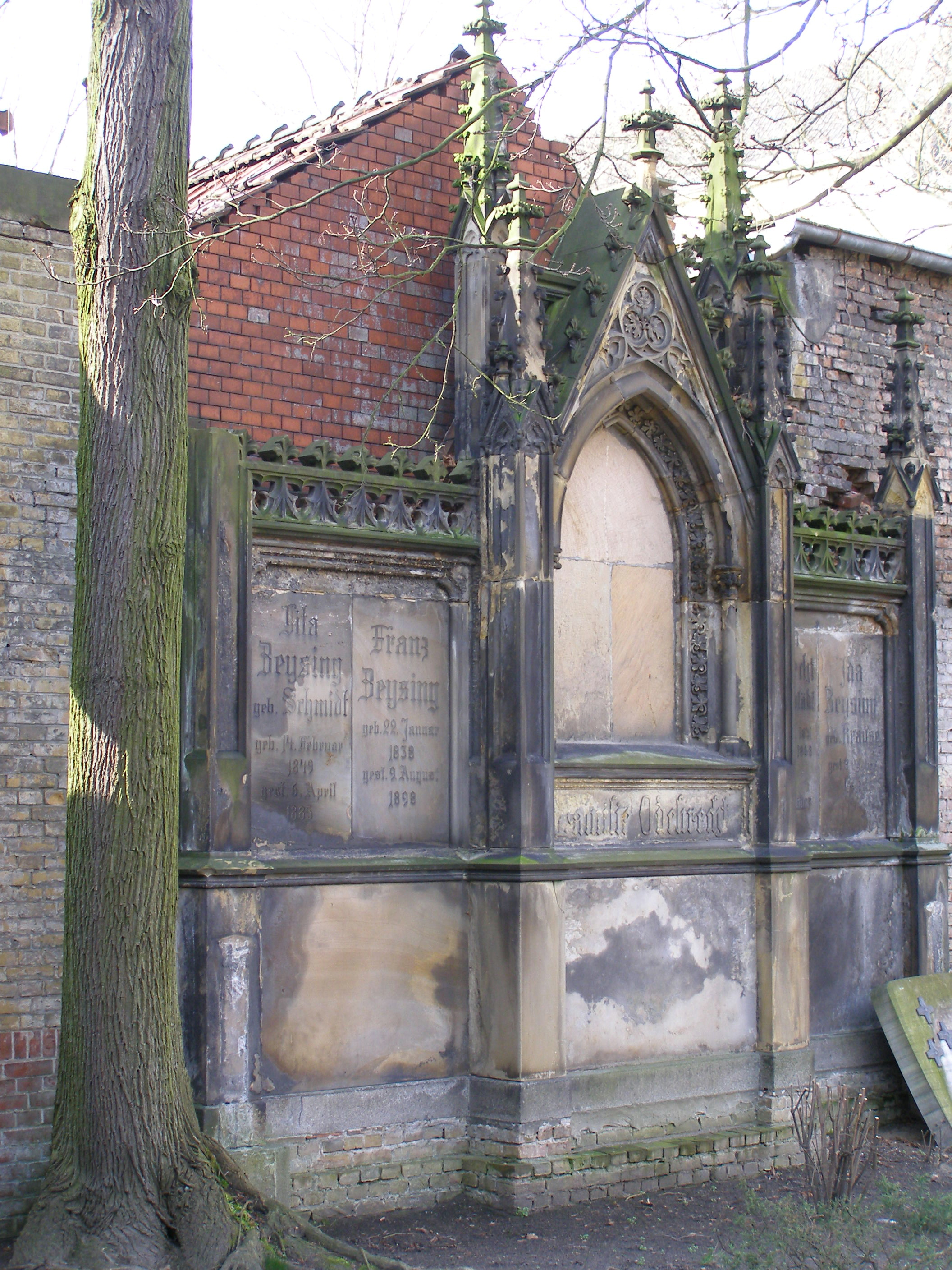
Grab Beysing

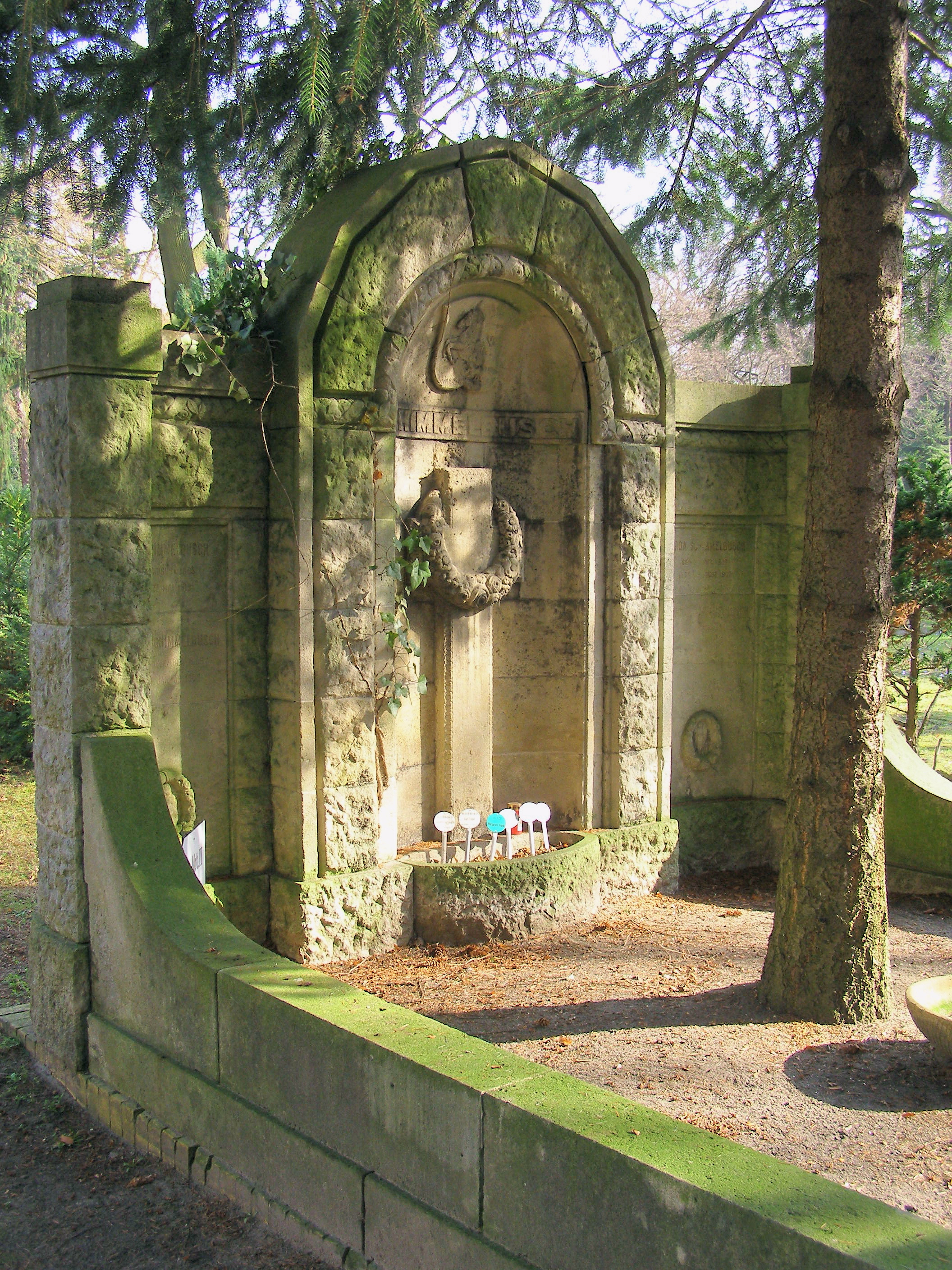
Grab Schimmelbusch

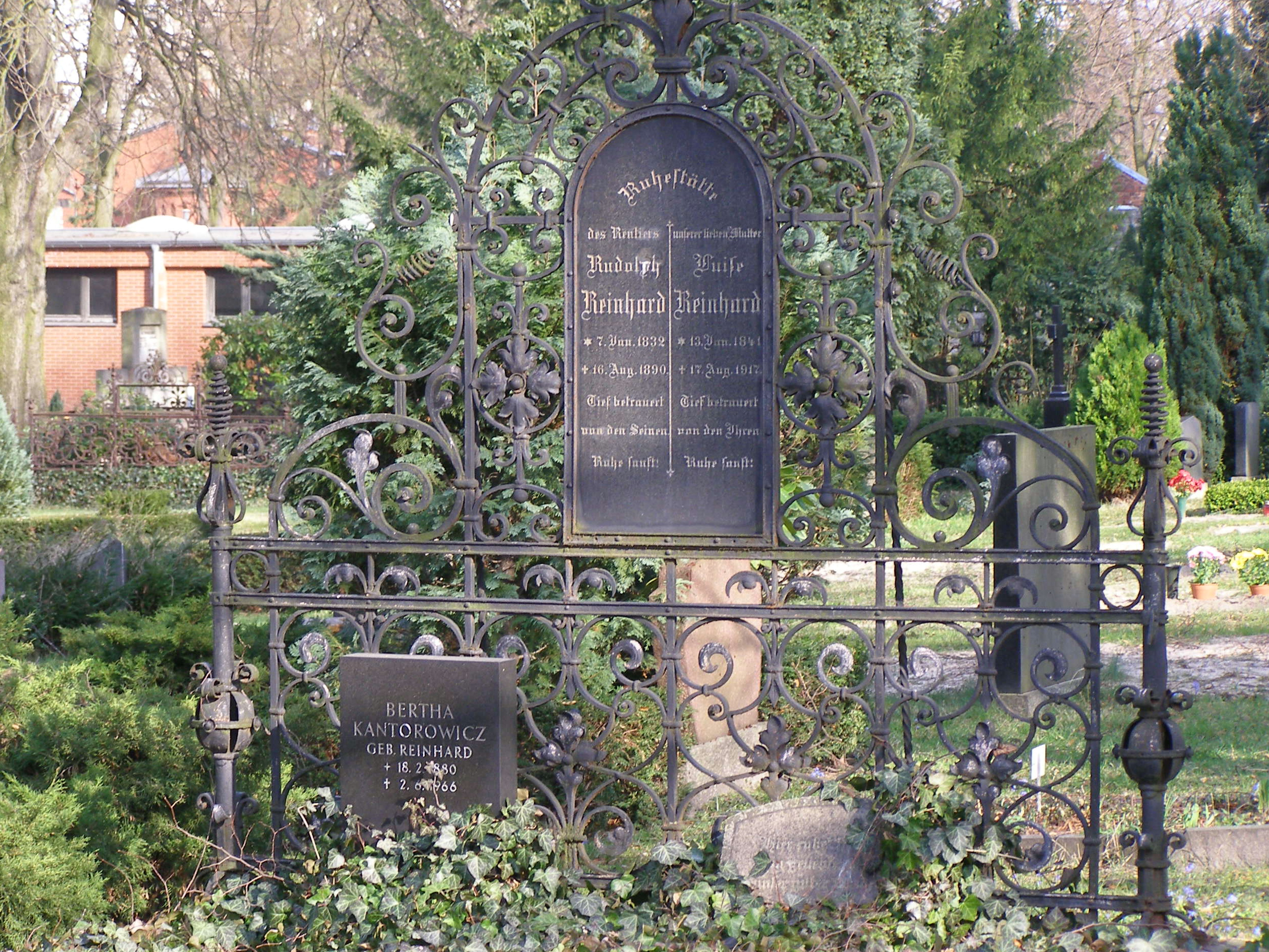
Grab Reinhard

### Erhaltene Gräber
- Carl Busse (1834–1896), Architekt, Baubeamter, Direktor der Reichsdruckerei
- Carl Ferdinand Busse (1802–1868), Architekt, Direktor der Bauakademie, Vater von Carl Busse
- Hermann Clausius (1854–1925), General der Infanterie
- Johann Friedrich Dieffenbach (1792–1847), Arzt, Pionier der plastischen Chirurgie (bis 2012 Berliner Ehrengrab)
- Eduard Grell (1800–1886), Komponist, Direktor der Sing-Akademie zu Berlin (bis 2014 Berliner Ehrengrab; Stele mit Porträtmedaillon von Fritz Schaper)
- Paul Köthner (1870–1932), Chemiker, antisemitischer Schriftsteller
- Hugo Kunheim (1838–1897), Chemiker und Unternehmer
- Ernst von Leyden (1832–1910), Arzt, Begründer der Heilstättenbewegung in der Tuberkulosebekämpfung (Berliner Ehrengrab)
- Max Missmann (1874–1945), Fotograf
- Martin Anton Niendorf (1826–1878), Schriftsteller, Parlamentarier, Gründer der Agrarier-Partei
- Adolf Nuglisch (1800–1878), Parfümeur und Seifenfabrikant, Mitgründer der Firma Treu & Nuglisch
- Henriette Paalzow (1792–1847), Dichterin
- Moritz Heinrich Romberg (1795–1873), Arzt, Neuropathologe (Berliner Ehrengrab)
- August Selberg (1844–1935), Politiker, Stadtältester (Berliner Ehrengrab)
- Conrad Heinrich Soltmann (1782–1859), Apotheker und Unternehmer
- Carl Stahn (1808–1891), Prediger an der Friedrichswerderschen Kirche
- Hans-Christian Ströbele (1939–2022), Rechtsanwalt und Politiker
- Franz Tübbecke (1856–1937), Bildhauer, Schüler von Reinhold Begas
- Karl Wilhelm Wach (1787–1845), Historienmaler
- Hermann Weigand (1854–1926), Politiker, Stadtältester, Regierungsbaumeister (Berliner Ehrengrab)

### Nicht erhaltene Gräber
- Friedrich Adler (1827–1908), Oberbaurat, Baugeschichtsforscher
- Heinrich Oberländer (1834–1911), Schauspieler und Schauspiellehrer
- Adolph Paalzow (1823–1908), Physiker
- Rudolf von Rabe (1805–1883), preußischer Beamter und Staatsminister
- Alexander Tondeur (1829–1905), Bildhauer

## Künstlerisch herausragende Grabmale
- Julius Heese, Seidenfabrikant, historistisches Mausoleum (erb. 1897), heute als Kolumbarium genutzt
- Paul Köthner (1848–1902), von Erdmann & Spindler gestaltetes Wandgrabmal im Jugendstil aus rotem Granit mit bronzener Porträtbüste und Bronzereliefs von Lilli Finzelberg
- Grabstätte Rönnebeck (erb. 1878), Wandgrab mit Mosaik
- Grabstätte Seeger (erb. 1862), Mausoleum
- Grabstätte Spinn (erb.1893), Fabrikantenfamilie, Mausoleum in Form einer gotischen Kapelle